# ドン・ゴードン・ベル
ドン・ゴードン・ベル（Don Gordon Bell、1952年1月25日- 、本名ジュン・ヨン・スー：Jun Yong Soo）は、1960年頃から2020年の現在まで活動する韓国系の俳優、脚本家。主に1980年代にフィリピンで製作された低予算のアクション映画で活躍した。名前の｢ドン｣は｢ドナルド｣の略称で、｢ベル｣は本国の｢鐘｣姓に由来している。マーシャルアーツに通じており、テコンドーは黒帯である。沖縄空手の上地流に同時代にフィリピンで活動したスペイン人俳優のロマーノ・クリストフと共に入門していたこともある。
クレジット名義として、ドン・ゴードン (Don Gordon)、ドン・ベル (Don Bell)、ゴードン・ベル (Gordon Bell) とクレジットされることもある。尚、ドン・ゴードン名義はアメリカ合衆国に同名の俳優が存在し、混同を避けるために次第に使用されなくなった。因みに、フランスのインタビュー記事（ナナーランド）に拠ると『マッド・ウエポン/復讐の爆裂部隊』（1985年/未/ビデオ）の撮影現場に於いて米国俳優のジョン・フィリップ・ロウが別人だと面食らったとある。

## 来歴

### 生い立ち
朝鮮動乱（朝鮮戦争）の時期に朝鮮人の母親と米軍兵士（スペイン系）の間に大韓民国のソウルで誕生するが、戦争孤児となり、アメリカ合衆国のカリフォルニア州ロサンゼルスで養子となる。その後、子役として映画や『ロレッタ・ヤング・ショー』などのテレビ番組に出演する。南ヒルズ高等学校を卒業後に合衆国海兵隊に入隊し、ベトナムへ赴く。

### 俳優への道のり
ベトナム戦争後にはアメリカ合衆国海兵隊員として1975年からフィリピンに駐屯する。この時期にはフランシス・コッポラ監督のベトナム戦争超大作『地獄の黙示録』（1979年）の製作が進められており、米国本土でティーン・タレントを経験した縁からエキストラの配役担当に抜擢され、端役でも出演した。この時に後に俳優と配役監督としてゴードンと仕事を共にしたケン・メトカーフと知り合い、スタンリー・キューブリック監督が英国本土で撮影した異色のベトナム戦争物『フルメタル・ジャケット』（1987年）の鬼教官役で広く知られるリー・アーメイも端役出演している。後にフィリピンを拠点に数多くのアクション映画で活躍したニック・ニコルスンやジム・ゲインズ（ジェームズ・ゲインズ）、ヘンリー・ストラザルコウスキー等の俳優も輩出している。
また、『国際諜報局』（1966年）の名匠シドニー・J・フューリー監督が香港資本で撮ったベトナム戦争下の青春群像劇である『ヤング・ソルジャー/米海兵隊員・青春の記録』（1978年/未/ビデオ）では、やはりエキストラの配役担当を務め、端役でも出演した。この後、彼はマニラに居住し、本格的に俳優として活動を開始した。
俳優としては友人のロマーノ・クリストフと共に出演した1980年のブルース・リ主演のブルース・リーのもどき映画『ブルース・リの復讐の血』（未ソフト化）やフランコ・ネロとショー・コスギが対決した『燃えよNINJA』（1981/未/ビデオ/テレビ放映）辺りから悪役の手下などの脇役ながら役が付くようになった。特に後者ではイスラエル俳優のツァッチ・ノーイの手鉤が股間にヒットする場面が印象的。また、西ドイツのエロティック作品『悦びの島』（1980年/未ソフト化）等のフィリピンで撮影された外国映画に端役出演を続ける中、フランスのロジェ・ヴァディム監督が香港資本で撮った『ナイト・ゲーム』（1980年）にも起用された。

### 脚本家への進出
1983年には香港資本系のシルヴァー・スター・フィルム社の『地獄の報酬/ベトナム捕虜救出作戦』（未/ビデオ）では5人の主役の一人に抜擢され、原案と脚本も担当したが、『地獄の7人』（1983年）の亜流作だった。翌1984年には出演もした『地獄の特攻隊』（未/ビデオ）でも脚本を書き、リチャード・ハリスンとジム・ゲインズと再共演した。同年（インターネット・ムービー・データベースでは1987年作品と記載されている）のベトナム戦争物の力作『野獣戦線/オメガ・コマンド－』（未/ビデオ）ではモンタニャール族の戦士をオカッパ頭で演じると共に脚本も担当し、更には海兵隊経験を生かして戦闘のテクニカル・アドバイザーも兼任した。因みに、『野獣戦線/オメガ・コマンド－』には米軍関係者のマイク・コーエン退役大佐とドク・マッコイ退役中尉も出演しており、両者共にフィリピンを拠点に数多くのアクション映画に脇役出演した。また、『バイオレントハンター』(1983年/未/ビデオ)の脚本としてクレジットされたティモシー・ホルヘ（時にはティモシー・ジョージと読まれることもある）もゴードン・ベルの変名の一つである。

### 活動停止
この後も日本刀を使ったアクションを披露する『ファイアー・マックス』(1984年/未/ビデオ/テレビ放映)やレイプ・リベンジ物の『裸の復讐』(1985年/未/ビデオ)をはじめとするシリオ・H・サンティアゴ監督作群や前述のシルヴァ－・スター・フィルム社を中心とするアクション映画に数本出演し、ヴェトナム帰りのタフな男から犯罪者まで演じたが、1986年にはフィリピンを後にし、突然の活動の休眠期に入る。理由はインターネット・ムービー・データベースにも記載されていない。フランスのインタビュー記事（ナナーランド）に拠れば、母親を始めとする家族の都合で、オリヴァー・ストーン監督のベトナム戦争物の傑作『プラトーン』（1986年）への出演依頼を蹴って大韓民国へ帰国したと云われる。この時に俳優仲間のニック・ニコルスンやヘンリー・ストラザルコウスキー等を紹介し、彼等も『プラトーン』に起用された。尚、後に英語教師等の職業を経て2009年には大韓民国の国籍を取得した。

### 復帰
2011年には突如復帰する。今日に至るまで俳優活動を続け、1980年代よりも出演のペースが早く、個性派俳優としてテレビ・シリーズやテレビ映画、短編映画にも精力的に出演しており、ナレーターを務めることもある。また、フィリピンで撮影された米国やイタリア映画等の外国映画にも出演し、近年はスティーヴン・セガール主演の『沈黙の終焉』（2019年）にも助演している。
出演活動ばかりではなく、製作にも進出している。また、趣味のカメラが高じて映画のスチール写真も手掛けるようになった。　

## フィルモグラフィ
1981年
- 『カラテ・ガール』(未/ビデオ)

1982年
- 『バトル・フォース』(未/ビデオ)

1983年
- 『ストライカー』(未/ビデオ)
- 『マッド・ドッグ2』(未ソフト化)

1984年
- 『ファイアー・マックス』(未/ビデオ)
- 『ファイナル・ミッション』(未/ビデオ)
- 『地獄の処刑人』(未/ビデオ)
- 『パープル・ハーツ/愛の勲章』(未/ビデオ)

1985年
- 『デストロイヤー』(未/ビデオ)
- 『バイオレントハンター』(未/ビデオ)
- 『地獄のファイター/炎の脱出』(未/ビデオ)
- 『マッド・ウエポン/復讐の爆裂部隊』(未/ビデオ)
- 『黙示録の戦士たち』(未ソフト化)

1986年
- 『未来戦士/スレイド』(未/ビデオ)
- 『アマゾネス刑事/死の標的』(未/ビデオ)

1988年
- 『赤い薔薇、泣く少女』(未ソフト化)

1990年
- 『未来戦士伝/メタルガン』(『ファイアー・マックス』のフッテージ流用)(未/ビデオ)